# Дубовецька сільська рада (Тернопільський район)
Дубове́цька сільська́ ра́да — адміністративно-територіальна одиниця та орган місцевого самоврядування в Тернопільському районі Тернопільської області. Адміністративний центр — село Дубівці.
Згідно з рішенням Байковецької сільської ради №7 від 22 грудня 2015 року Дубовецька сільська рада припинила свої повноваження у зв’язку з входженням до Байковецької територіальної громади

## Зарішегальні відомості
Дубовецька сільська рада утворена в 1939 році.
- Територія ради: 15,64 км²
- Населення ради: 674 (на 1.01.2015)
- Територією ради протікає річка Гніздична

## Населені пункти
Сільській раді були підпорядковані населені пункти:
- с. Дубівці

## Населення
Згідно з переписом УРСР 1989 року чисельність наявного населення сільської ради становила 923 особи, з яких 408 чоловіків та 515 жінок.
За переписом населення України 2001 року в сільській раді мешкало 776 осіб.
Станом на 19 жовтня 2023 року у селі проживає 577 жителів.

### Мова
Розподіл населення за рідною мовою за даними перепису 2001 року:
| Мова       | Відсоток |
| ---------- | -------- |
| українська | 99,23 %  |
| російська  | 0,51 %   |
| польська   | 0,26 %   |

## Склад ради
Рада складалася з 15 депутатів та голови.
- Голова ради: Дума Микола Андрійович

### Керівний склад попередніх скликань
| Прізвище, ім'я, по батькові | Основні відомості                                                 | Дата обрання | Дата звільнення |
| --------------------------- | ----------------------------------------------------------------- | ------------ | --------------- |
| Дума Микола Андрійович      | Сільський голова, 1975 року народження, освіта вища, безпартійний | 26.03.2006   | 31.10.2010      |
| Дума Микола Андрійович      | Сільський голова, 1975 року народження, освіта вища, безпартійний | 31.10.2010   | 22.12.2016      |

Примітка: таблиця складена за даними сайту Верховної Ради України

### Депутати
За результатами місцевих виборів 2010 року депутатами ради стали:

#### За суб'єктами висування
| Суб'єкт висування             | Кількість обраних депутатів | %    |
| ----------------------------- | --------------------------- | ---- |
| Самовисування                 | 14                          | 93,3 |
| Політична партія «Фронт Змін» | 1                           | 6,7  |

#### За округами
| № округу                      | Прізвище, ім'я, по батькові   | Дата визнання обраним | Освіта           | Партійна приналежність              | Відомості про обраного депутата                     |
| ----------------------------- | ----------------------------- | --------------------- | ---------------- | ----------------------------------- | --------------------------------------------------- |
| Політична партія «Фронт Змін» |                               |                       |                  |                                     |                                                     |
| 5                             | Ільків Богдан Володимирович   | 31.10.2010            | середня          | член Політичної партії «Фронт Змін» | приватний підприємець                               |
| Самовисування                 |                               |                       |                  |                                     |                                                     |
| 1                             | Зазуля Андрій Іванович        | 31.10.2010            | середня          | позапартійний                       | Тернопільське пасажирське депо, слюсар              |
| 2                             | Уніят Тарас Кирилович         | 31.10.2010            | середня          | позапартійний                       | приватний підприємець                               |
| 3                             | Оленюк Ігор Володимирович     | 31.10.2010            | середня          | позапартійний                       | ТОВ «Агрокомплекс», оператор по відгодівлі свиней   |
| 4                             | Уніят Богдан Кирилович        | 31.10.2010            | середня          | позапартійний                       | пенсіонер                                           |
| 6                             | Качка Іван Якимович           | 31.10.2010            | середня          | позапартійний                       | ТОВ «Агрокомплекс», водій                           |
| 7                             | Козіброда Оксана Зеновіївна   | 31.10.2010            | вища             | позапартійна                        | Дубівецька сільська рада, секретар                  |
| 8                             | Зарічна Світлана Зеновіївна   | 31.10.2010            | вища             | позапартійна                        | фельдшерсько-акушерський пункт с. Дубівці, акушерка |
| 9                             | Каплун Надія Іванівна         | 31.10.2010            | середня          | позапартійна                        | Дубівецька сільська рада, землевпорядник            |
| 10                            | Лучкевич Андрій Богданович    | 31.10.2010            | незакінчена вища | позапартійний                       | тимчасово не працює                                 |
| 11                            | Зарічний Андрій Володимирович | 31.10.2010            | середня          | позапартійний                       | ТОВ «Агрокомплекс» с. Дубівці, ветлікар             |
| 12                            | Рудник Григорій Андрійович    | 31.10.2010            | середня          | позапартійний                       | ТОВ «Агрокомплекс» с. Дубівці, помічник пасічника   |
| 13                            | Дольний Василь Тарасович      | 31.10.2010            | середня          | позапартійний                       | ТОВ «Агрокомплекс» с. Дубівці, пасічника            |
| 14                            | Бобрик Юрій Миколайович       | 31.10.2010            | середня          | позапартійний                       | ТОВ «Агрокомплекс» с. Дубівці, будівельник          |
| 15                            | Могильський Зіновій Пилипович | 31.10.2010            | вища             | позапартійний                       | загальноосвітня школа І-ІІ ст. с. Дубівці, директор |